# Sagrado
Sagrado (Friulaans: Sagrât, Sloveens: Zagraj) is een gemeente in de Italiaanse provincie Gorizia (regio Friuli-Venezia Giulia) en telt 2207 inwoners (31-12-2004). De oppervlakte bedraagt 14,1 km², de bevolkingsdichtheid is 149 inwoners per km².
De volgende frazioni maken deel uit van de gemeente: Boschini (Fr.: Ussie, Sl.: Ušje), Peteano (Fr.: Petean, Sl.: Petovlje), Poggio Terza Armata (Fr.: Sdraussine, Sl.: Zdravščina), San Martino del Carso (Sl.: Martinščina), Stazione Gradisca-San Martino (Sl.: Postaja Gradišče-Šmartin).

## Demografie
Sagrado telt ongeveer 956 huishoudens. Het aantal inwoners steeg in de periode 1991-2001 met 6,4% volgens cijfers uit de tienjaarlijkse volkstellingen van ISTAT.
| Jaar | Inwoneraantal |
| ---- | ------------- |
| 1991 | 1961          |
| 2001 | 2087          |

## Geografie
De gemeente ligt op ongeveer 32 meter boven zeeniveau.
Sagrado grenst aan de volgende gemeenten: Doberdò del Lago ((Sl.: Doberdob), Farra d'Isonzo (Sl.: Fara ob Soči), Fogliano Redipuglia (Sl.: Foljan-Sredipolje), Gradisca d'Isonzo (Sl.: Gradišče ob Soči), Savogna d'Isonzo (Sl.: Sovodnje ob Soči).
Capriva del Friuli · Cormons · Doberdò del Lago · Dolegna del Collio · Farra d'Isonzo · Fogliano Redipuglia · Gorizia · Gradisca d'Isonzo · Grado · Mariano del Friuli · Medea · Monfalcone · Moraro · Mossa · Romans d'Isonzo · Ronchi dei Legionari · Sagrado · San Canzian d'Isonzo · San Floriano del Collio · San Lorenzo Isontino · San Pier d'Isonzo · Savogna d'Isonzo · Staranzano · Turriaco · Villesse
1. ↑  https://demo.istat.it/?l=it.